# 破裂錐

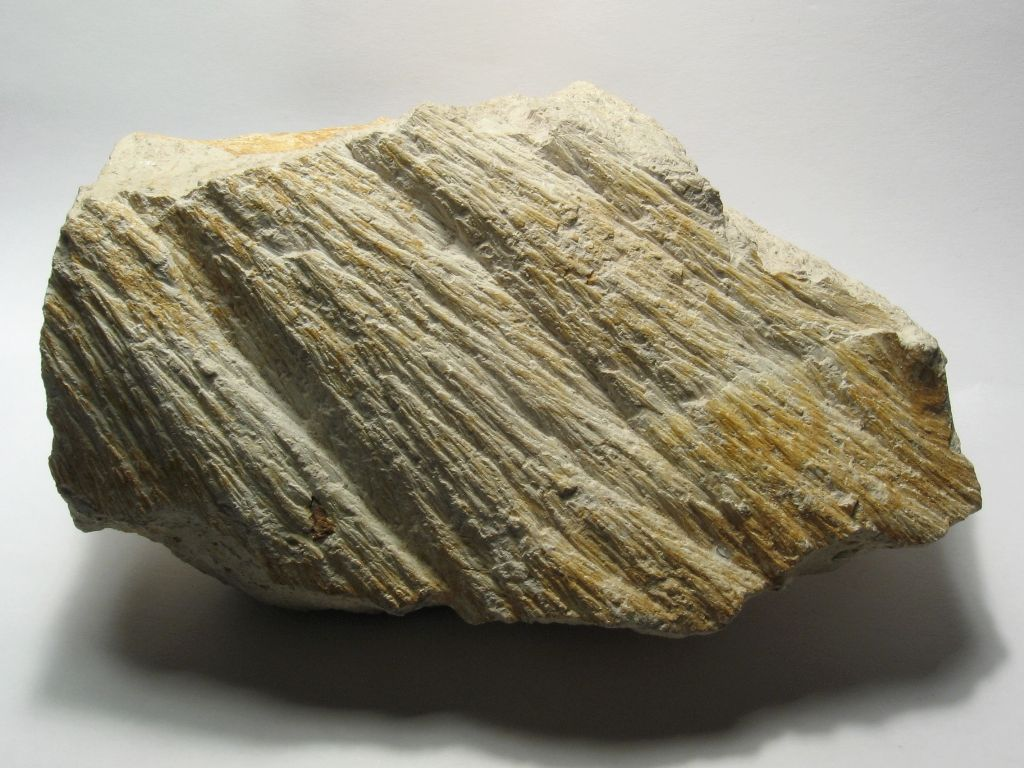
德國施泰因漢撞擊坑的破裂錐

破裂錐（Shatter cone），或稱為碎裂屑锥，是一種只在隕石撞擊坑或地下核爆場的基岩發現的罕見地質特徵。該特徵是岩石受到 2-30 GPa 高壓衝擊的證據。

## 概述
破裂錐有一個獨特的錐狀構造，並且在同一個樣本內有從頂部輻射的大和小尺度結構，有時候在較大的錐狀構造上會在其中一端更偏向湯匙狀。在石灰岩等細顆粒岩石中更容易形成含有凹槽（擦痕）的馬尾狀結構。粗顆粒岩石較不易產生破裂錐，因為可能不容易和擦面等其他地質特徵分別。目前已有多種理論解釋破裂錐的形成機制，其中包含震波通過岩石的壓力或岩石壓力消退後反彈的張力。
破裂錐的體積可從數微米到數公尺。已知世界最大的即超過 10 公尺，位於加拿大安大略省露台灣（Terrace Bay （页面存档备份，存于））的斯萊特群島（Slate Islands）。錐體垂直軸的方向通常是從撞擊點向外輻射，錐體方向向上並指向撞擊坑中心，雖然一些岩石方向因為撞擊地點的撞擊後地質作用而指向相反方向。

## 圖集

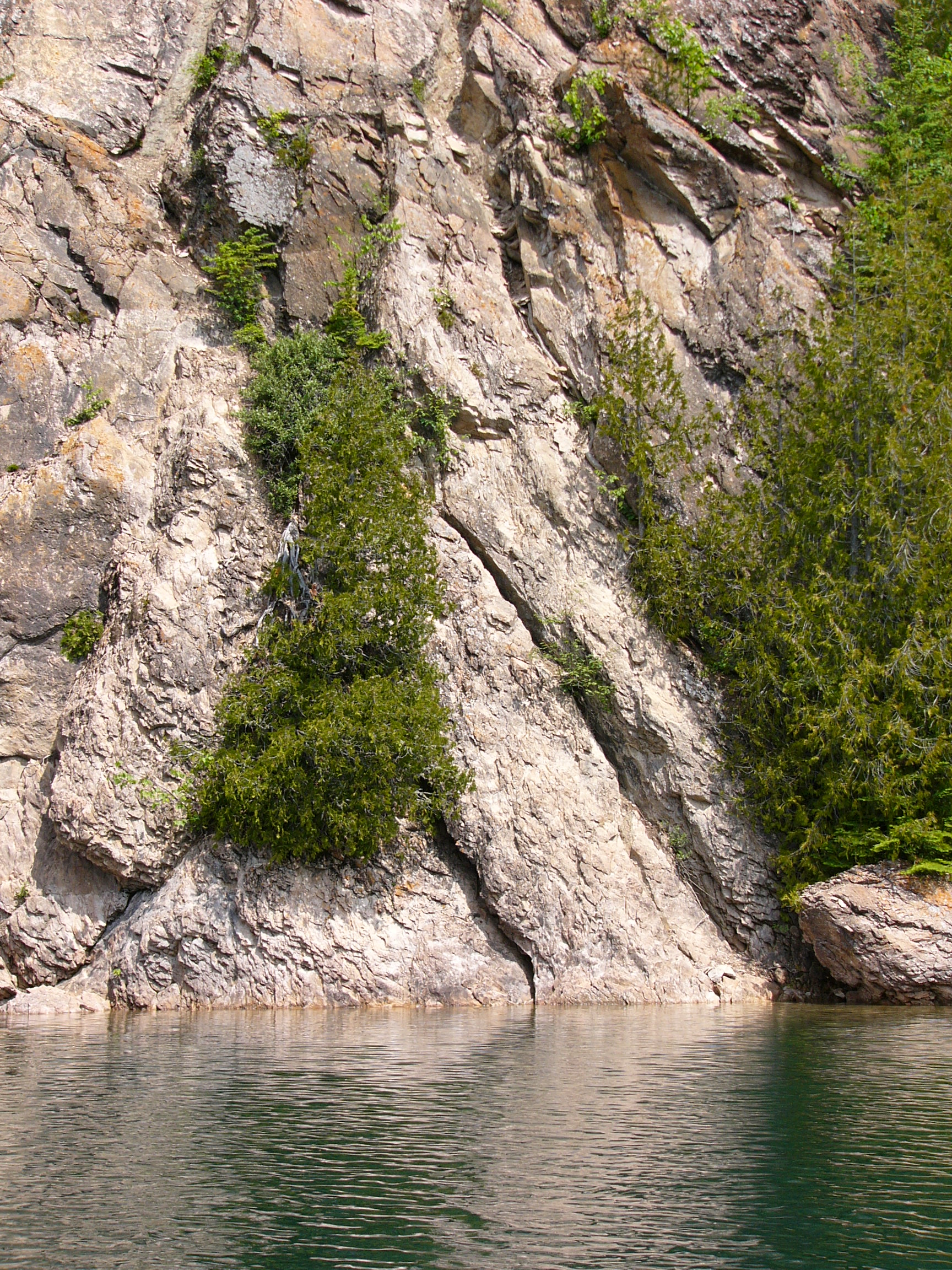
加拿大安大略省斯萊特群島麥格雷港（McGreevy Harbour）高約 10 公尺的破裂錐。
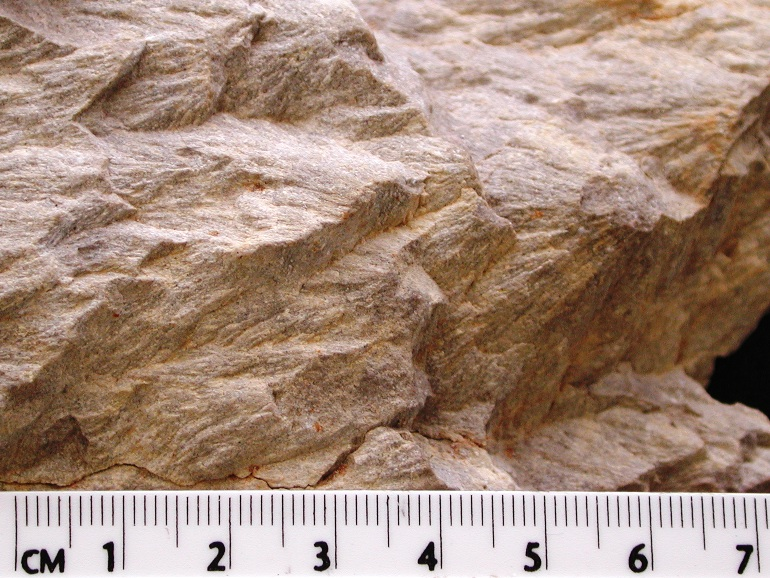
美國田納西州韋爾斯溪撞擊坑（Wells Creek）中細顆粒白雲石形成的破裂錐特寫。
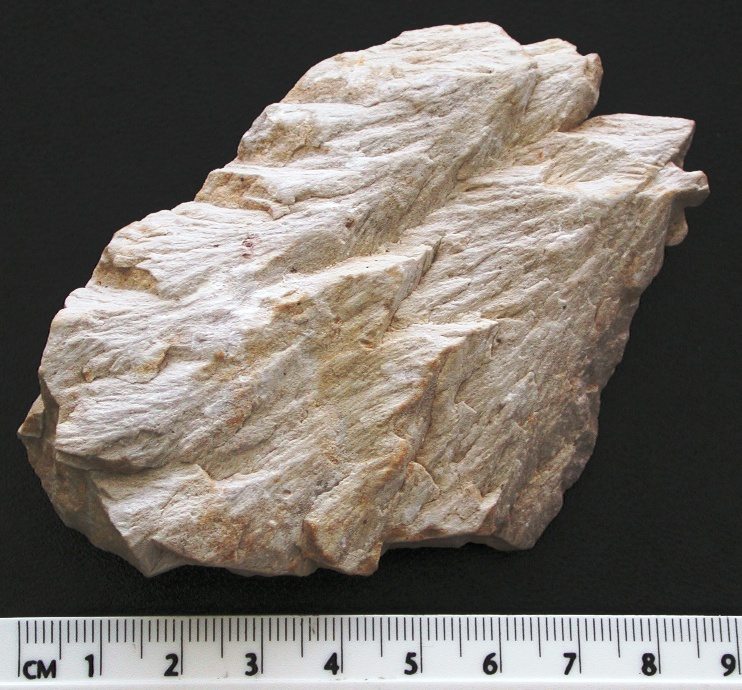
美國田納西州韋爾斯溪撞擊坑中細顆粒白雲石形成的破裂錐。
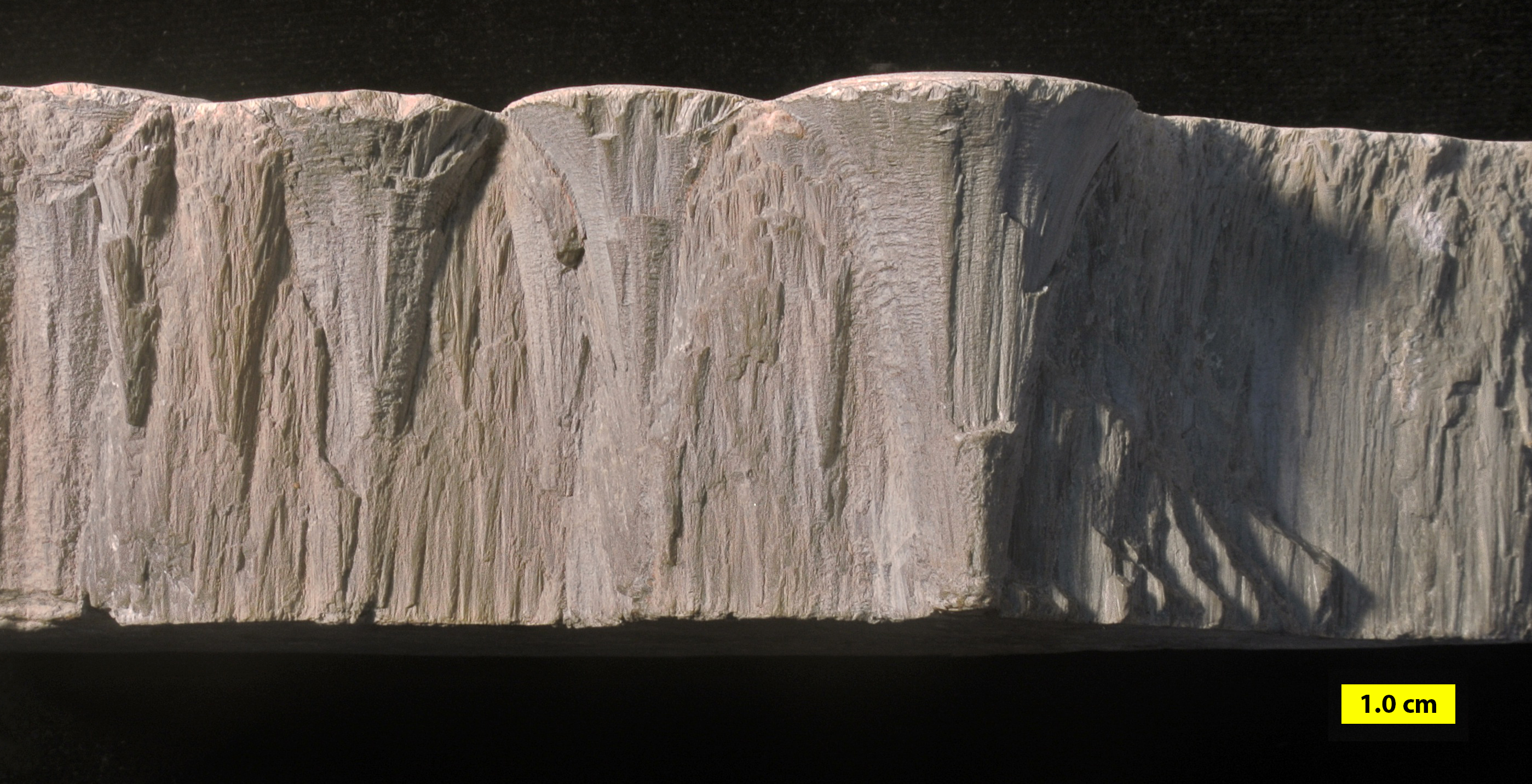
美國俄亥俄州巨蛇山隐爆作用結構中的破裂錐。長度單位 mm。
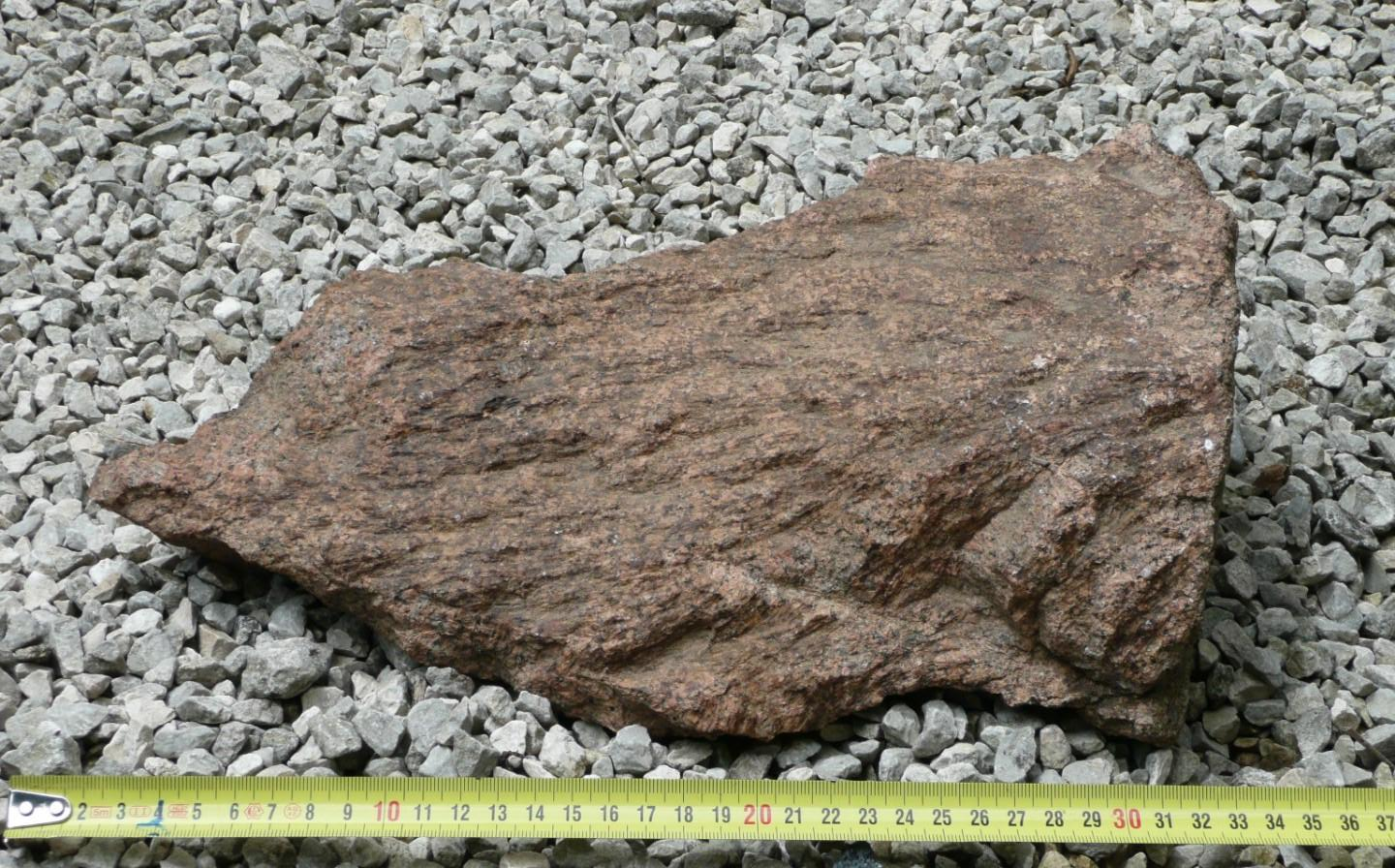
法國羅什舒瓦爾撞擊坑內花崗岩的 30 公分大小的破裂錐。
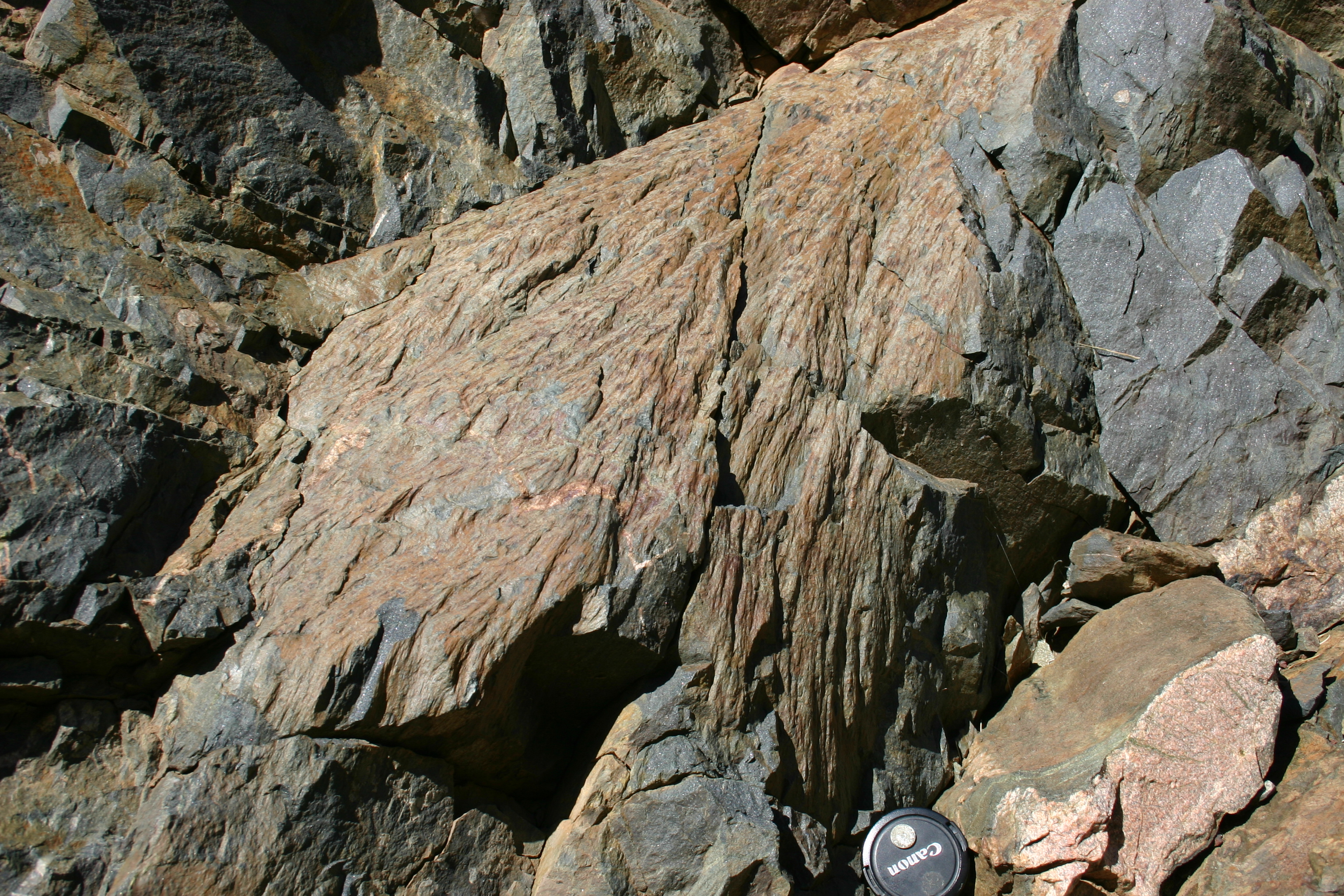
美國新墨西哥州聖塔菲的聖塔菲撞擊結構內的破裂錐。

## 外部連結
- Relationships Between Shatter Cones and Planar Surfaces at Sudbury, Ontario